# Козін Вадим Венедиктович
Вади́м Венеди́ктович Ко́зін (нар. 29 червня 1939, Кам'янське Дніпропетровської області — 3 березня 2022) — український скрипаль, педагог. Заслужений діяч мистецтв України (1996).

## Життєпис
У 1961 закінчив Дніпропетровський металургійний інститут, у 1979 — Київську консерваторію (клас О. Горохова) та асистентуру-стажування.
1970—1972 — артист оркестру оперної студії Київської консерваторії. 1972—1974 — артист та інспектор Заслуженого симфонічного оркестру Держтелерадіо УРСР. 1975—1981 — директор Київської музичної школи-інтернату ім. М. В. Лисенка. 1981—1984 — викладач Консерваторії в Алеппо. 1984—1991 — директор Республіканського науково-методичного кабінету навчальних закладів мистецтва і культури.
1991—2003 — директор Київського інституту музики ім. Р. М. Глієра. З 1975 (з перервою) працює у Національній музичній академії України імені П. І. Чайковського: з 2010 — професор кафедри скрипки. 2004—2011 викладав у Київському університеті культури і мистецтв.

## Родина
Дружина — Козіна Наталія Петрівна, піаністка і педагог.